# Lilla hästen
Lilla hästen (Equuleus på latin) är en stjärnbild på norra stjärnhimlen. Konstellationen är en av de 88 moderna stjärnbilderna som erkänns av den Internationella Astronomiska Unionen.
Den är den näst minsta stjärnbilden av de moderna, efter Södra korset, och omfattar endast 72 kvadratgrader. Den är också svag och har ingen stjärna som är starkare än fjärde magnituden.
Stjärnbilden har ibland kallats Equus Primus (latin, den första hästen) eftersom den stiger över horisonten strax före Pegasus.

## Historik
Lilla hästen var en av de 48 konstellationerna, som listades av astronomen Ptolemaios i hans samlingsverk Almagest.

## Stjärnor

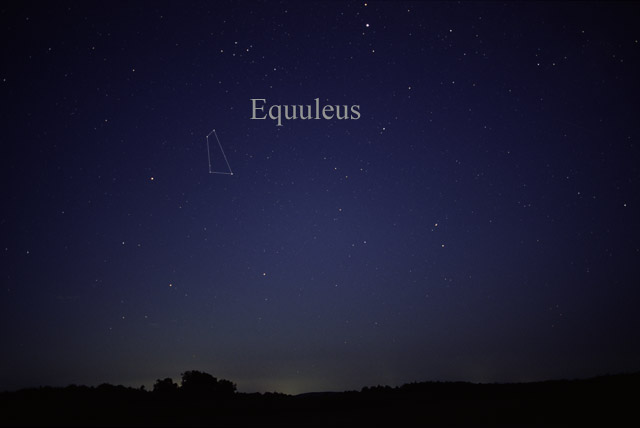
Stjärnbilden Lilla Hästen (Equuleus) som den kan ses med blotta ögat.

Den ljusstarkaste stjärnan heter Kitalpha och är en gul stjärna av magnitud 3,9 som befinner sig på 186 ljusårs avstånd från jorden. Kitalpha kommer från arabiska qiṭ‘a(t) al-faras som betyder “en bit av hästen”.
Det finns få variabla stjärnor i Lilla hästen. Ungefär 25 variabler är kända, varav de flesta riktigt ljussvaga.
Gamma Equulei är en alfa-Canum Venaticorum-variabel som varierar mellan 4,58 och 4,77 i magnitud. Den är en optisk dubbelstjärna, med en följeslagare av magnitud 6,1 som fått namnet 6 Equulei.
R Equulei är en Mira-variabel som varierar I ljusstyrka mellan magnitud 8,0 och 15,7.
Stjärnor med namn:
- Kitalpha (Kitel Phard, Kitalphar) – Alfa Equulei 3,92

Stjärnor med Bayer-beteckning:
- 10/β Equ 5,16
- 5/γ Equ 4,70
- 7/δ Equ 4,47
- 1/ε Equ 5,30
- 2/λ Equ 6,72

Stjärnor med Flamsteed-beteckning:
- 3 Equulei 5,63
- 4 Equulei 5,94
- 6 Equulei 6,07
- 9 Equulei 5,81

## Djuprymdsobjekt
På grund av dess ringa storlek och att den inte ligger i Vintergatans plan, så har Lilla hästen inte några noterbara djuprymdsobjekt.

### Galaxer
- NGC 7015 är en spiralgalax.
- NGC 7040 är en spiralgalax.
- NGC 7046 är en stavgalax.

(NGC 7045 är ingen galax eller nebulosa som man först trodde, utan bara en svag dubbelstjärna.)